# 斯科特·黑斯廷斯
斯科特·艾伦·黑斯廷斯（英語：Scott Alan Hastings，1960年6月3日—），美国NBA联盟前职业篮球运动员。他在1982年的NBA选秀中第2轮第29顺位被纽约尼克斯选中。